# Phanerotomella seyrigi
Phanerotomella seyrigi är en stekelart som beskrevs av Granger 1949. Phanerotomella seyrigi ingår i släktet Phanerotomella och familjen bracksteklar. Inga underarter finns listade i Catalogue of Life.